# Акты Московского государства 1560 года
Царствование: 1533—1584 — Иван IV Васильевич Грозный

## Акты Московского государства 1560 года
- 10 июня — ввозная грамота дьяков Овинова Шепеля Осиповича и Матвеева Ивана Аксинье, вдове князя Белосельского Семёна Андреевича на прожиточное поместье деревень Вострая Лука и Тесенка в Белосельском погосте Шелонской пятины.
- 25 июля — отдельная выпись писцов Турова Петра Ивановича, Тишкова Немятого Андреевича и дьяка Засецкого Салтана Фёдоровича Голосову Григорию Неверовичу на земли по реке Имзе в Нижегородском уезде с предоставлением ему на 5 лет отсрочки от службы и освобождением на 10 лет от податей поселившихся в его поместье крестьян.
- 7 сентября — отдельная выпись рязанских писцов Плещеева Григория Семёновича, Дедевшина Киприяна Ивановича и подьячего Козлова Фёдора Шиловским: Дмитрию и Даниле Тимофеевичам на деревни Тойдаково, Первичи и Хлыстовское в Старорязанском стане Рязанского уезда.
- Отрывок уставной грамоты сёлам Троице-Сергиева монастыря и выписка о судных и других пошлинах. собираемых с оных крестьян.